# Un perro andaluz
Un perro andaluz (título original en francés: Un chien andalou) es un cortometraje franco-español mudo (no fue hasta la versión de 1960 que se incorporaron los motivos de Tristán e Isolda de Richard Wagner y un tango), escrito, producido, dirigido e interpretado por Luis Buñuel en 1929 con la colaboración en el guion de Salvador Dalí y gracias a un presupuesto de 25 000 pesetas que aportó la madre de Luis Buñuel. Fue estrenada el 6 de junio de 1929 en el cine Studio des Ursulines de París (Francia). Posteriormente se exhibió durante nueve meses ininterrumpidamente en el Studio 28 de la misma ciudad.
El rodaje duró quince días. Según refiere Buñuel a De la Colina y Pérez Turrent, Un perro andaluz nació de la confluencia de dos sueños. Dalí le contó que soñó con hormigas que pululaban en sus manos y Buñuel soñó con una hoja de navaja que cortaba la luna en dos.
Un perro andaluz está considerada la película más significativa del cine surrealista. Transgrediendo los esquemas narrativos canónicos, la película pretende provocar un impacto moral en el espectador a través de la agresividad de la imagen. Remite constantemente al delirio y al sueño, tanto en las imágenes producidas como en el uso de un tiempo no lineal de las secuencias.
El nombre Un perro andaluz fue elegido porque no guardaba relación alguna con los temas del filme. Federico García Lorca se sintió aludido por el título, pero Buñuel negó dicha alusión, alegando que era el de un libro de poemas que él tenía escrito desde 1927. En primer lugar pensó que la película se llamara El marista en la ballesta (según el título que tenía un caligrama de Pepín Bello) y luego Es peligroso asomarse al interior, como inversión del aviso que tenían los trenes franceses: C'est dangereux de se pencher au dehors ('Es peligroso asomarse al exterior').

## Antecedentes
En 1924, el joven Luis Buñuel abandonó la Residencia de Estudiantes en la que había pasado los últimos siete años y, con el respaldo económico de su madre, se encaminó a París. Una vez allí se unió al movimiento surrealista. El visionado de Las tres luces, dirigida por Fritz Lang le orientó definitivamente hacia el mundo del cine. Durante los siguientes años, Buñuel se formó cinematográficamente mediante dos actividades paralelas. Por un lado, trabajó como asistente de Jean Epstein en Les Aventures de Robert Macaire, Mauprat y La caída de la casa Usher, y con Jacques Feyder en Carmen. Por otro, escribió sobre el tema en La Gaceta Literaria y en Les Cahiers d'art, además de publicar diversos textos sobre cuestiones técnicas y escribir algunas tentativas de guiones. Las películas que más le influyeron fueron Avaricia, de Erich von Stroheim; Metrópolis, de Fritz Lang y La pasión de Juana de Arco, de Carl Theodor Dreyer. También en esta época conoció a Jeanne Rucar, la que sería su compañera de por vida.

## Sinopsis
La película comienza con el rótulo «Érase una vez». Un hombre (Luis Buñuel, como actor) afila una navaja de afeitar mientras observa, asomándose al balcón, cómo una filosa nube corta la luna. Del mismo modo, él secciona el ojo a una mujer.
Nuevo intertítulo: «Ocho años después». Un ciclista (Pierre Batcheff) pedalea por una calle desierta. Está ataviado con unos estrafalarios complementos: manteles blancos, tocado de monja, una caja a rayas diagonales a modo de colgante sobre el pecho... En tanto la joven de antes, que estaba leyendo, siente algo y se levanta, tirando el libro al suelo, que se queda justo abierto en una reproducción de La encajera, de Vermeer. El ciclista se detiene y cae golpeándose la cabeza bruscamente contra el canto de la acera. Ella corre escaleras abajo y lo besa frenéticamente.
De vuelta a la habitación, dispone las ropas del ciclista encima de la cama, como recomponiendo la imagen del cuerpo. Al darse la vuelta, ve al mismo hombre mirando las hormigas que surgen de un agujero negro de su mano. Mediante fundidos encadenados, se transforma en el vello axilar, un erizo de mar y en un grupo de personas que rodean a una mujer de apariencia andrógina que tantea con un bastón una mano cortada que yace en medio de la calle. Un policía recoge la mano, se la entrega y la andrógina la mete en la caja de rayas diagonales que llevaba el ciclista. La gente se “disuelve” y un coche atropella a la chica, dejándola en el suelo inerte.

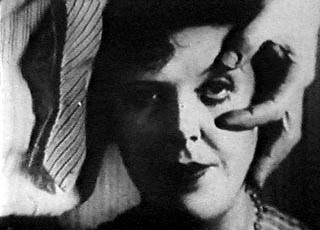
Simone Mareuil en un fotograma de la película

El hombre y la mujer han visto toda la escena desde la ventana de la habitación, y la muerte y atropello de la andrógina causa al hombre una gran excitación sexual, que le lleva a perseguir a la mujer al ritmo de un tango para acariciar sus pechos, que se funden en nalgas. Cuando le vemos, sus ojos están en blanco, su rostro en éxtasis y de su boca chorrea una baba sanguinolenta. Para defenderse ella le amenazará con una raqueta sujeta en su prensa de madera, y el hombre busca algo a su vez, encontrando una cuerda en el suelo, pero al tirar de ella están atados dos trozos de corcho, dos frailes maristas y dos pianos de cola con sendos burros putrefactos encima. La joven emprende la huida, pero al cerrar la puerta atrapa la mano del hombre de la que brotan hormigas. El cuarto al que accede la muchacha es idéntico al de antes y tumbado en la cama aparece el ciclista con los ropajes de antes.
Un nuevo rótulo indica «Hacia las tres de la madrugada». Un hombre con ademán autoritario ordena al hombre de las ropas extravagantes que las arroje por la ventana. Después, como en un castigo escolar, lo pone de cara a la pared y carga sus brazos en cruz con libros, que pronto se transforman en revólveres con los que tirotea a su doble, que cae contra la espalda desnuda de una mujer en un parque, de donde es recogido por transeúntes que por allí pasean.
La mujer entra en la habitación y ve en la pared la Acherontia atropos, una mariposa cuyo tórax tiene un aspecto semejante a una calavera; y también al hombre, que carece de boca y que es sustituida por el vello de la axila que acaba de desaparecer de la muchacha. Esta abre la puerta y accede directamente a una agreste playa, donde aparece un nuevo joven con el que pasea, encontrando a su paso los adminículos del ciclista.
Un nuevo rótulo «En primavera» aparece sobreimpresionado en el cielo donde se ve un paisaje desierto en el que están enterrados hasta el pecho el hombre y la mujer, según concluía el guion original, «ciegos, con los vestidos desgarrados, devorados por los rayos del sol y un enjambre de insectos».

## Comentario
La extensión de la descripción de los planos de esta película es obligada si se quiere dar cuenta de su carácter de poema en imágenes, cuyos hallazgos visuales proceden en gran medida del poemario homónimo que Luis Buñuel tenía listo para la imprenta en 1927.
El mismo Buñuel señalaba la importancia que para él tenían los sueños, las visiones y los delirios en su vida cotidiana, en el grupo surrealista de París y, por tanto, en su cine. Por influencia de las teorías de Sigmund Freud, el surrealismo admitía las imágenes e ideas oníricas dentro de sus postulados. Toda la cinta puede definirse como una sucesión de sueños encadenados. Posee una de las secuencias más impactantes de todo el cine: la navaja que secciona un ojo de mujer. Para rodar la secuencia en que el ojo de la mujer es sajado por una navaja de afeitar se utilizó el de una vaca a la que se afeitó el pelo de la piel que lo rodea. En varias imágenes se pueden descubrir las obsesiones recurrentes en Buñuel y Dalí. Así ocurre con la crítica a la educación impartida por la Iglesia, la represión sexual, el «carnuzo» o burro en descomposición, la mano con hormigas o el cuerpo femenino. De esta manera, artesanal, pero muy innovadora e inquietante en la época de su primera proyección, se da el inicio cinematográfico de dos de las carreras artísticas más significativas de todo el surrealismo mundial.
Un perro andaluz refleja el ambiente de la Residencia de Estudiantes en la que Dalí, Lorca y Buñuel convivían. El hombre castigado cara a la pared, los pupitres, la rebelión ante la autoridad, los hermanos maristas o el deseo carnal así lo atestiguan.
Lorca estaba convencido de que «el perro andaluz» era él, tal como explicó el propio Buñuel en 1975.

Cuando en los años treinta estuve en Nueva York, Ángel del Río me contó que Federico, que había estado también por allí, le había dicho: «Buñuel ha hecho una mierdecita así de pequeñita que se llama Un perro andaluz; y ese perro andaluz soy yo.»
Apud Gibson (2009:228)

El hecho se podría justificar en la profunda enemistad entre Lorca y Buñuel en aquel momento, aunque Buñuel siempre negó cualquier referencia a Lorca.
Buñuel y Dalí elaboraron el guion en simpatía ideológica y con la máxima de no dejar intervenir ningún atisbo de control racional o asociación de ideas lógica y convencional mientras lo escribían. También rechazaban el menor indicio de simbolismo, motivo o clave que pudiera ser interpretada desde un punto de vista cultural. Por ello no cabe hacer interpretación alguna sobre esta cinta, aunque no han faltado exégesis desde varias afiliaciones, en especial desde las filas del psicoanálisis. Incluso en el momento de su creación, los dos autores habían evitado interpretar su sentido, pues habría supuesto negar la esencia de la propia película. Muchos de los motivos presentes en el filme (los carnuzos, las hormigas, La encajera de Vermeer) eran patrimonio del ambiente creativo común que se daba en la Residencia de Estudiantes, sin poder discriminar su afiliación a uno u otro. En muchos de los casos las ideas partían de Pepín Bello, un residente que no produjo obra creativa alguna. El plano final de la película de los dos amantes enterrados en la arena del desierto está conectado en última instancia con el Duelo a garrotazos de Goya y con El Ángelus de Millet, y aparece tanto en cuadros de Dalí como en Viridiana y Belle de jour de Buñuel.
La escena más conocida, la del ojo cortado, parece proceder de Buñuel, como podría concluirse a partir de su presencia inaugural como actor en su única actuación como protagonista. Se trata de un cegar la mirada convencional para que surja la mirada asomada al interior. Esto es lo que promovía el surrealismo, como se puede apreciar en estos versos de su poeta favorito, Benjamin Péret:

Si existe un placer
es el de hacer el amor
el cuerpo rodeado de cuerdas
y los ojos cerrados por navajas de afeitar

El propio Buñuel explica que:

para sumergir al espectador en un estado que permitiese la libre asociación de ideas era necesario producirle un choque traumático en el mismo comienzo del filme; por eso lo empezamos con el plano del ojo seccionado, muy eficaz.
Apud Sánchez Vidal (2004:133)

La originalidad radical y su lugar en la historia del cine radica en que la película, de modo premeditado, destroza las convenciones de la narrativa fílmica habitual (lo que se ha denominado «modo de representación institucional» o MRI) buscando liberar de la mímesis aristotélica tradicional a la cinematografía, del modo en que ya había sido hecho en pintura o literatura. Es patente el método consciente de ruptura de la continuidad o raccord entre los distintos planos de la película, tanto en el plano del espacio como en el del tiempo, cuyo ejemplo más visible es la ostentosa heterogeneidad de los sucesivos intertítulos: «Érase una vez», «Ocho años después», «Hacia las tres de la mañana», «Dieciséis años antes», «En primavera».
Debido a todas estas novedades, la cinta fue aclamada entre las elites culturales parisinas, pues difería grandemente del cine vagamente simbolista de la vanguardia francesa. Al cine donde se proyectaba acabó acudiendo el tout Paris: Pablo Picasso, Le Corbusier, Jean Cocteau, Max Ernst, Man Ray, René Magritte, René Char, Ives Tanguy, Jean Arp, Pierre Unik, Louis Aragon, Paul Éluard, Tristan Tzara y en general, todo el grupo de artistas liderado por André Breton. Este, rechazó el carácter pretendidamente surrealista de otras obras como La coquille et le clergyman, de Germaine Dulac y consideró Un perro andaluz como el ejemplo perfecto de surrealismo cinematográfico, que les valió a Buñuel y Dalí ser acogidos de pleno derecho en este grupo.

## Estrenos

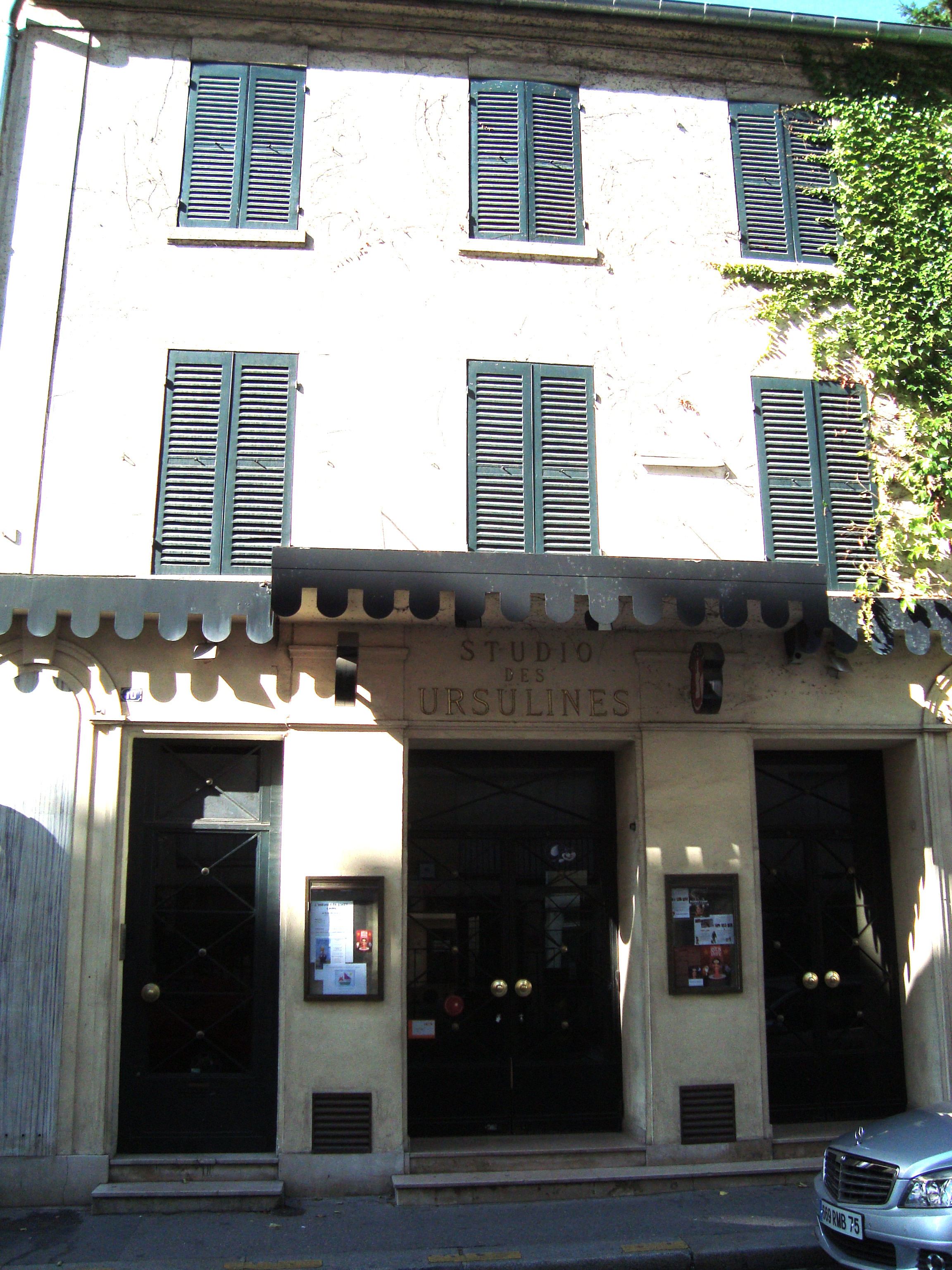
El Studio des Ursulines de París, donde se estrenó Un perro andaluz.

Un perro andaluz fue estrenada el 6 de junio de 1929 en el cine Studio des Ursulines de París (Francia).
En Madrid el estreno se produjo el 8 de diciembre de 1929 en la octava sesión del Cineclub Español celebrada  en el cine Royalty, como recoge el artículo de Juan Piqueras en La Gaceta Literaria ─madrina del Cineclub─ en su número del día 15. Se proyectó de nuevo el 11 de junio de 1930, en la 14 sesión del Cineclub, como recoge el diario El Sol del día 12.
Max Aub recoge este recuerdo de Luis Sáenz de la Calzada sobre el estreno: "Yo recuerdo haberle visto, a Buñuel también, en el estreno, en el Cine-Club, de Un perro andaluz. Buñuel estaba en un palco y el público le aplaudió y le hizo que dijera unas palabras; él, muy breve, no dijo nada más que una frase: «Esta película es una incitación al crimen»".

## Influencia posterior

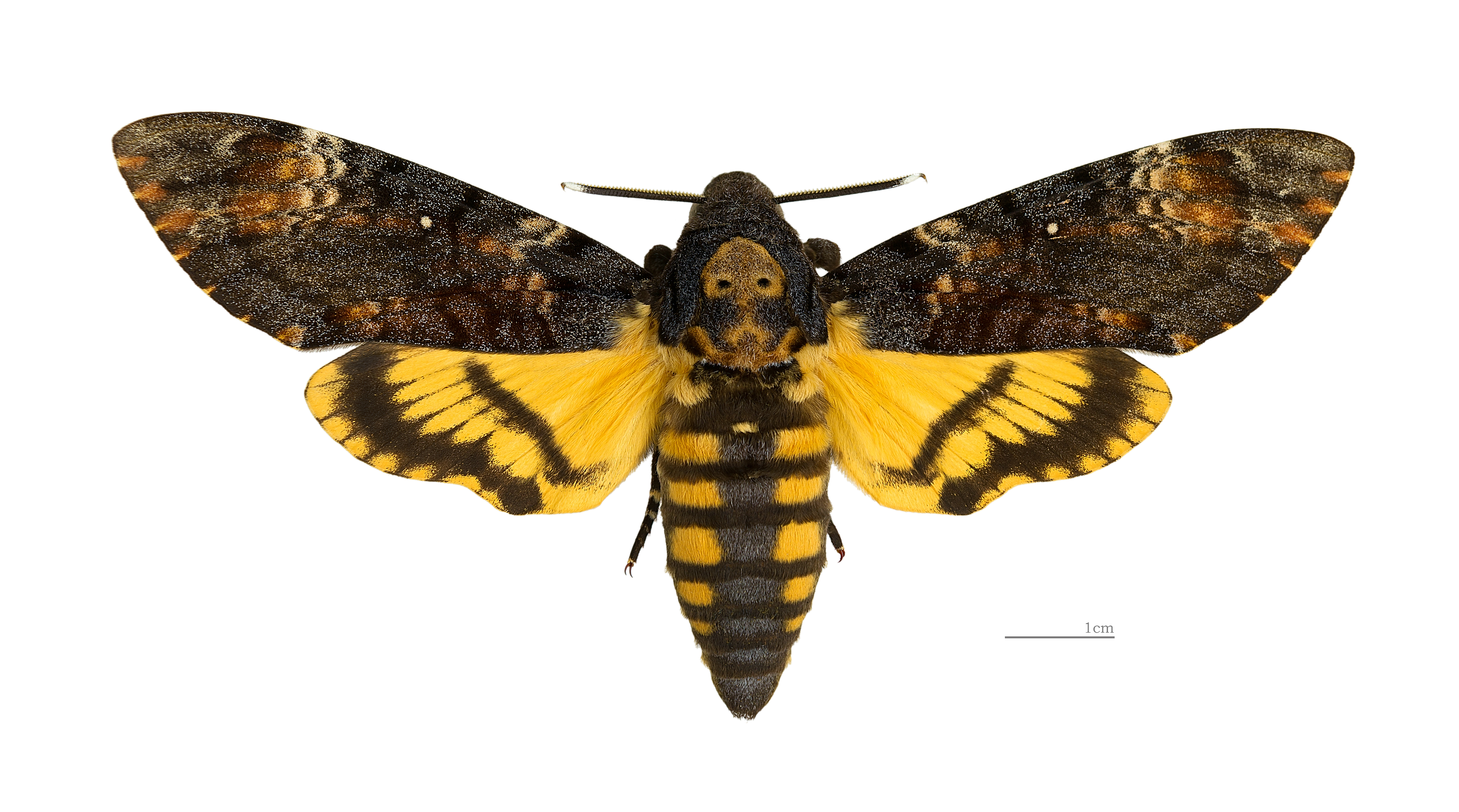
La mariposa calavera, utilizada en uno de los planos más recordados de Un perro andaluz.

Alfred Hitchcock incluyó en su film de 1945 Spellbound una escena creada por Dalí en la que se homenajea la del ojo cortado, donde unas tijeras gigantes cortaban un ojo pintado en una cortina.
Hasta tal punto llegó la influencia de la película y, concretamente la escena del ojo cortado, que en su gira de 1976 David Bowie proyectaba esa secuencia para iniciar sus conciertos.  Además, sirvió de inspiración para la composición de las imágenes de la película japonesa Ringu (1998) de Hideo Nakata.
En el cartel de la película El silencio de los corderos (1991), de Jonathan Demme, concretamente en la boca del rostro de Jodie Foster, se utilizó la imagen de Un perro andaluz de la mariposa Acherontia atropos, cuyo tórax semeja a una calavera, en la versión de la fotografía de Philippe Halsman In voluptate mors (1951), que retrata a Dalí con una calavera formada por cuerpos desnudos de mujer.
Los dos principales músicos de rock argentinos, Luis Alberto Spinetta y Charly García, han proyectado en sus recitales el film Un perro andaluz como parte de su espectáculo. García, incluso compuso un tema titulado «Perro andaluz» que formó parte del repertorio de la superbanda Seru Giran, incluido en su segundo disco, La grasa de las capitales.
La letra de la canción "Debaser", primera pista del albún de 1989 "Doolittle" de la banda estadounidense de rock alernativo Pixies está basada en la película Un Perro Andaluz.